# Feuersalamander Gluehwürmchen

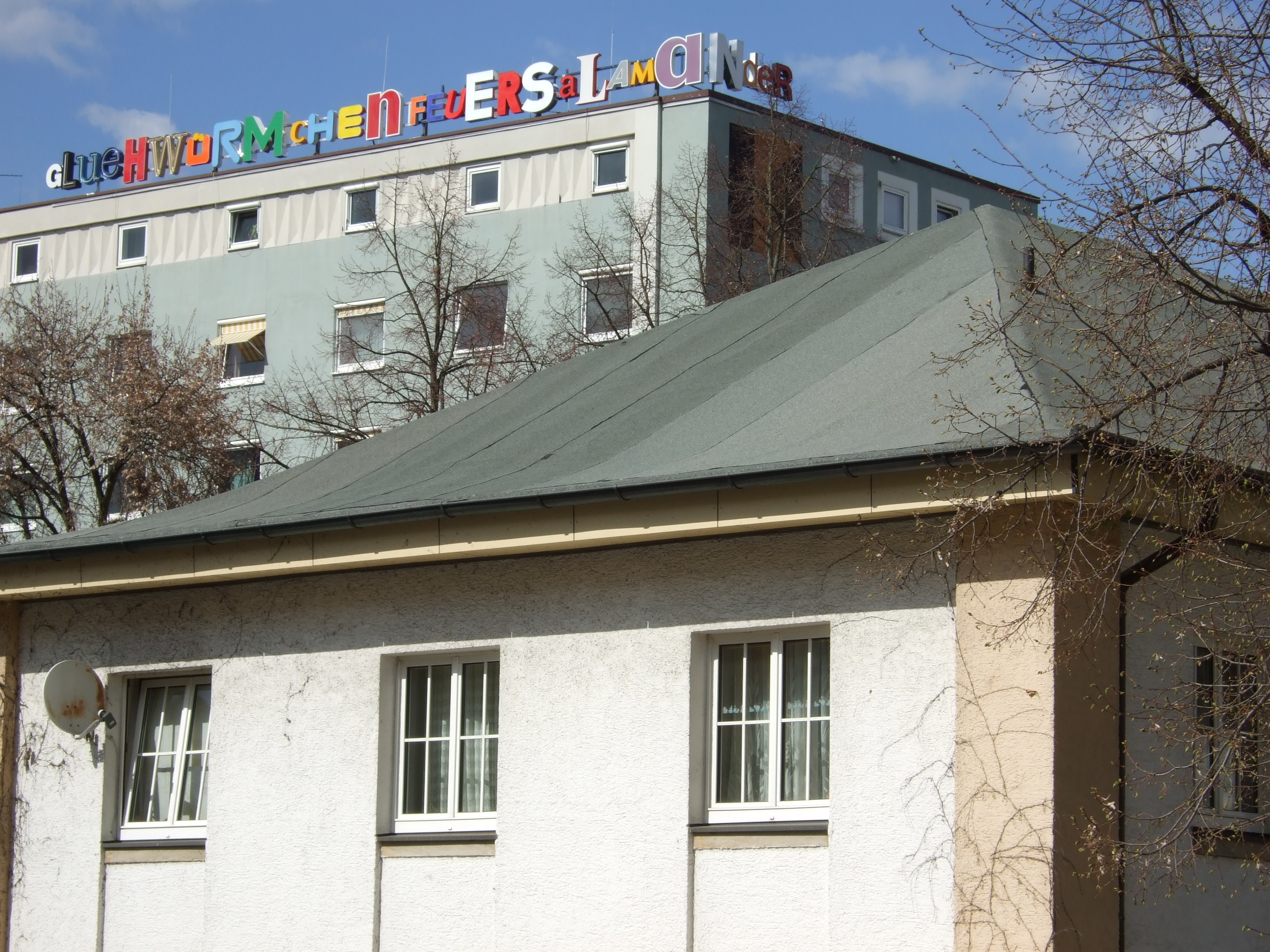
Gluehwürmchen Feuersalamander auf dem Kolpinghaus in Bayreuth

Feuersalamander Gluehwürmchen ist ein 23,5 Meter breiter und 1,10 Meter hoher Schriftzug am Kolpinghaus in Bayreuth, der dem Künstler Roland Schön zugeschrieben wird. Der Schriftzug hat als Kunst am Bau seit seiner Errichtung 2008 den dritten Standort in der Stadt.

## Das Werk
Ursprünglich war die Installation Feuersalamander Gluehwürmchen als etwa 12 Meter langer und 3 Meter hoher Zweizeiler in farbigen Leuchtbuchstaben ein Teil des Ausstellungsprojektes „PARALLELAKTION“ 2008, konzipiert von der Künstlergruppe Silixen AG. Der doppelte Schriftzug war im Alten Schloss in Bayreuth, dem Sitz des örtlichen Finanzamts, in dessen Ehrenhof montiert worden und von der Maximilianstraße aus tagsüber unbeleuchtet, nachts im beleuchteten Zustand zu sehen. In Augenhöhe mit dem Bronzedenkmal des bayerischen Königs Maximilian II. waren die beiden übereinander angebrachten bunten Worte der Figur zu Seite gestellt. Als Urheber zeichnete ein „Anonym“.
In formaler Anlehnung an eine anonyme Botschaft sind die einzelnen Buchstaben der Schriftzüge aus dem ehemals funktionalen Zusammenhang von Werbetexten herausgenommen und zu einer neuen Mitteilung zusammengestellt und damit verfremdet worden. Jeder Buchstabe lässt mehr oder weniger deutlich einen ursprünglichen Begriff erahnen oder fordert die Erinnerung an einen solchen heraus. „Anonym“ annoncierte sein Werk so: „hemmungslose defragmentierung aus dem paralleluniversum fremder wesen.“ Das Werk habe einer „Auseinandersetzung“ gedient, „die [...] auch die Behörde Finanzamt in ein völlig neues Licht zu tauchen“ wusste.

## Aufnahme des Werks
Nach Beendigung der Ausstellung fand die Installation, unterstützt durch Sponsoren, im Dezember 2008 für ein weiteres Jahr einen Platz im öffentlichen Raum der Stadt Bayreuth. Für den neuen Standort am Kopfbau der Zentralen Omnibushaltestelle (ZOH) wurde die Installation geändert und dadurch Roland Schön, Mitglied der Silixen-AG-Künstlergruppe, bei der Übernahme der Umgestaltung als ihr Urheber bekannt. Er brachte den Schriftzug nunmehr einzeilig an und vertauschte die Reihenfolge der beiden Elemente, so dass die Zeile Gluehwürmchen Feuersalamander lautete und sich bei einem Meter Höhe über gut 20 Meter erstreckte. Die Installation sollte an diesem Standort zunächst bis zum Ende des Jahres 2009 verbleiben.
Im Oktober 2010 wurden die Buchstaben an der ZOH entfernt. Am 30. Mai 2011 wurde bekannt, dass die Installation auf dem Dach des Kolpinghauses errichtet werden solle. Seit Mitte Juli 2011 ist der Schriftzug Gluehwürmchen Feuersalamander dort wieder zu sehen.